# Хенри Мартин
Хенри Хосе Мартин Мекс (на испански: Henry Josué Martín Mex)  е аржентински футболист роден на 15 януари 1996 г. в Сиудад Гусман, щат Халиско нападател на мексиканския Америка и националния отбор на Мексико. Участник на Мондиал 2022.

## Успехи

### Америка (Мексико)
- Шампион на Мексико (Апертура) (1): 2018

### Мексико
- Бронзов медал на Летните олимпийски игри 2020 (1): 2021
- Сребърен медал Лига на нациите КОНКАКАФ (1): 2021